# Luckia
Luckia es una empresa española de ocio y entretenimiento, que se dedica a ofrecer servicios tales como hoteles, casas de apuestas, casinos y máquinas tragamonedas, tanto en línea como en locales presenciales. La sede social del grupo se encuentra en la ciudad gallega de La Coruña,
y pronto estrenará nueva ubicación en el polígono de A Grela. Con capacidad para mil empleados, el proyecto supondrá una inversión de 15 millones de euros y el nuevo edificio constará de 8 plantas (4 de ellas destinadas a oficinas y otros servicios, y otras 4 soterradas que servirán como aparcamiento). Esta nueva sede estará operativa a partir de 2024.
Además de España, Luckia también está presente en Chile, Perú, Colombia, Portugal, Croacia, México y Camerún. Actualmente Luckia tiene un plan estratégico y ambicioso para convertirse a un referente a nivel mundial dentro de la industria del juego de azar.
En los últimos años Luckia también ha ganado una gran variedad de premios:
- Empresa Revelación del Sector de Juego Digital 2015[3]
- Mejor operador del Mercado Español y Mejor Campaña de Marketing 2016[4]
- Mejor Operador de Juego En línea 2018[5]
- Mejor Operador de juego En línea 2019[6]
- Mejor campaña de Marketing 2019 por "Apostar es Humano"[7]
- Premio a la gestión de Personas y Sistemas en los SAP Quality Awards 2019[8]
- Mejor Operador del Mercado Español 2022 y Mejor Campaña de Marketing Online 2022[9]
- Mejor Campaña de Marketing 2023[10]
- Mejor Campaña de Marketing 2024[11]